# Pedro Berrondo
Pedro María Berrondo Lasarte (Oyarzun, Guipúzcoa, 11 de enero de 1919 - San Sebastián, 27 de diciembre de 2002), sacerdote vasco, traductor de Don Quijote al euskera.
Pedro Berrondo nació en el caserío de Aranguren de Oyarzun (Guipúzcoa) e ingresó al seminario a los 11 años. Ordenado sacerdote en 1943. En Vitoria se vincula a la sociedad literaria Cardaveraz, destinada al cultivo del euskera. Estuvo destinado en la misión católica de Río, en Ecuador, donde se inspira con la lectura del Quijote. Berrondo vuelve al País Vasco en 1967. Entonces es nombrado miembro correspondiente y secretario de la Real Academia de la Lengua Vasca durante los años que presidió esta institución Manuel Lekuona.
Por sugerencia de su amigo y editor Estornés Lasa inicia la traducción al euskera de El Quijote, cuya primera parte presentó el 5 de enero de 1976. Cinco años después presentó la segunda.